# Colletes granpiedrensis
Colletes granpiedrensis là một loài Hymenoptera trong họ Colletidae. Loài này được Genaro mô tả khoa học năm 2001.